# Karungu
Karungu ist eine Ortschaft im Migori County im äußersten Südwesten von Kenia. Der Ort liegt direkt am Victoriasee und nahe der Grenze zu Tansania.

## Geschichte
Mit seiner günstigen Lage über der gleichnamigen Bucht war der Ort als Hafen vorgesehen und im späten 19. Jahrhundert wurde ein Pier erbaut. In der Folge entwickelte sich der Hafen durch häufige Malaria-Epidemien nicht in der gewünschten Weise und der Verkehr verlagerte sich in den nahegelegenen Ort Sori.
Während des Ersten Weltkrieges besetzte die deutsche Schutztruppe für Deutsch-Ostafrika den Ort kurzzeitig im September 1914, nachdem ein Angriff auf Kisii gescheitert war. Die deutschen Truppen zogen sich mit Hilfe der Dampfer Winifred und Kavirondo nach Shirati zurück.